# Рамбо: Последна кръв
„Рамбо: Последна кръв“ (на английски: Rambo: Last Blood) е американски екшън филм от 2019 г., режисиран от Адриан Грюнберг и в главната роля играе Силвестър Сталоун, базиран на героя Джон Рамбо, създаден от автора Дейвид Морел за романа му „Рамбо: Първа кръв“. Продължение на „Рамбо“ (2008), това е петата вноска във франчайза на „Рамбо“ и съ-звезди Пас Вега, Серхио Перис-Менчето, Адриана Бараса, Ивет Монреал, Джини Ким, Хоакин Косио и Оскар Джеенада.
Във филма Рамбо (Сталоун) пътува до Мексико, за да спаси осиновената си дъщеря, която е отвлечена от мексикански картел и принудена да проституира. Заснет е в България в село близо до град Перник.

## Актьорски състав
- Силвестър Сталоун – Джон Дж. Рамбо
- Пас Вега – Кармен Делгадо
- Серхио Перис-Менчета – Уго Мартинес
- Адриана Бараса – Мария Белтран
- Ивет Монреал – Габриела Белтран
- Джини Ким – Бар Патрон
- Хоакин Косио – Дон Мануел
- Паскасио Лопес – „Ел Флако“
- Оскар Хаенада – Виктор Мартинес
- Фенеса Пинеда – Жизел
- Марко де ла О – Мануел
- Рик Зингейл – Дон Мигел
- Маноел Уриса – Доктор Серджо
- Мирка Прието – Лола / Лора
- Шийла Шах – Алехандра
- Джесика Медсън – Беки

## Филми от поредицата за „Рамбо“
Поредицата „Рамбо“ включва 5 филма:
- „Рамбо: Първа кръв“ (1982)
- „Рамбо: Първа кръв, втора част“ (1985)
- „Рамбо 3“ (1988)
- „Рамбо“ (2008)
- „Рамбо: Последна кръв“ (2019)